# Вылью
Вылью (устар. Выль-Ю) — река в Шурышкарском районе Ямало-Ненецкого АО. Устье находится в 3 км от устья реки Лабахэй по правому берегу. Длина реки составляет 16 км.

## Данные водного реестра
По данным государственного водного реестра России, относится к Нижнеобскому бассейновому округу, водохозяйственный участок реки — Обь от впадения реки Северная Сосьва до города Салехард, речной подбассейн реки — бассейны притоков Оби ниже впадения Северной Сосьвы. Речной бассейн реки — Нижняя Обь от впадения Иртыша.